# Cyttus
Cyttus es un género de peces, el único de la familia Cyttidae, del orden Zeiformes. Este género marino fue descrito por primera vez en 1860 por Albert Günther.

## Especies
Especies reconocidas del género:
| Ilustración | Nombre binomial Autor                 | Distribución | Estado de Conservación |
| ----------- | ------------------------------------- | --- | ---------------------- |
|             | Cyttus australis (Richardson, 1843)   | Océano Índico oriental: el sur de Australia, desde Australia Occidental hasta Nueva Gales del Sur y Tasmania. | No evaluada            |
|             | Cyttus novaezealandiae (Arthur, 1885) | Suroeste del océano Pacífico: Australia y Nueva Zelanda. | Preocupación menor     |
|             | Cyttus traversi Hutton, 1872          | Océano Atlántico suroriental: cadena Walvis (frente a las costas del sudoeste de África) y desde fuera de Ciudad del Cabo a la bahía de Algoa (Sudáfrica). Océano Índico y oeste de océano Pacífico: costa sur de Australia y Nueva Zelanda. | No evaluada            |